# デフリンピック
デフリンピック（英語: Deaflympics）とは、おおむね4年に1回の頻度で開催されてきた聴覚障碍者のための世界規模の総合スポーツ競技大会である。大会名は「聾者（Deaf）+オリンピック（Olympics）」の造語で「聾者のオリンピック」という意味を持つ。

## 概要
デフリンピックには夏季大会と冬季大会が存在し、夏季大会は1924年にフランスで、冬季大会は1949年にオーストリアにおいて始まった。ただし、大会の開始当初は国際聾者競技大会（こくさいろうしゃきょうぎたいかい）という名称であったが、1967年に世界聾者競技大会（せかいろうしゃきょうぎたいかい、英語: World Games of the Deaf）に名称変更された。さらに国際オリンピック委員会（IOC）の承認を得て、2001年の大会より現名称に変わった。
障碍者のためのオリンピックとしては、こちらも4年に1回の頻度で開催されてきたパラリンピックが知られる。また、知的障碍者のための競技大会のスペシャルオリンピックスが知られる。ただ、聴覚障碍者は、身体障碍の有無や、知的障碍の有無と無関係に、聴覚障碍のため、声や音による、競技中の競技者間における意思疎通は、基本的に行えない。さらに、審判からの合図や指示なども、声や音によっては、基本的に行えない。この音によるコミュニケーションが難しいという聴覚障碍者の特性が、殊に集団競技において、充分な聴力を有した者との間に、非常に不利に作用する。また、例えば視覚障碍を有する者でも球技が可能なように、ボールに音が出る工夫をした状態で行う球技のような競技に、聴覚障碍者は全然向かない。その他、様々な理由により、聴覚障碍者のための総合スポーツ競技大会として、他の障碍とは区別して、開催されてきた。
なお、国際ろう者スポーツ委員会（ICSD、CISS）が主催する障害者スポーツの大会としては、本大会が最初に開催された。デフリンピックにおいて、補聴器などの聴覚障碍を軽減するための機器の使用は、一切認められない。
厚生労働省の社会・援護局障害福祉部企画課自立支援振興室によると、日本では、厚生労働省が所管官庁だったが、2014年4月から文部科学省へ移管された。

## 開催地一覧
全日本聾唖連盟のデフリンピック啓発ウェブサイトより

### 夏季大会
| 回     | 開催年 | 開催都市           | 開催国           | 参加国数 | 参加人数 |
| ------ | ------ | ------------------ | ---------------- | -------- | -------- |
| 第1回  | 1924年 | パリ               | フランス         | 9カ国    | 145人    |
| 第2回  | 1928年 | アムステルダム     | オランダ         | 10カ国   | 210人    |
| 第3回  | 1931年 | ニュルンベルク     | ドイツ           | 14カ国   | 316人    |
| 第4回  | 1935年 | ロンドン           | イギリス         | 12カ国   | 293人    |
| 第5回  | 1939年 | ストックホルム     | スウェーデン     | 13カ国   | 264人    |
| 第6回  | 1949年 | コペンハーゲン     | デンマーク       | 14カ国   | 405人    |
| 第7回  | 1953年 | ブリュッセル       | ベルギー         | 16カ国   | 524人    |
| 第8回  | 1957年 | ミラノ             | イタリア         | 25カ国   | 625人    |
| 第9回  | 1961年 | ヘルシンキ         | フィンランド     | 24カ国   | 595人    |
| 第10回 | 1965年 | ワシントン         | アメリカ         | 27カ国   | 697人    |
| 第11回 | 1969年 | ベオグラード       | ユーゴスラビア   | 33カ国   | 1,183人  |
| 第12回 | 1973年 | マルメ             | スウェーデン     | 32カ国   | 1,061人  |
| 第13回 | 1977年 | ブカレスト         | ルーマニア       | 32カ国   | 1,118人  |
| 第14回 | 1981年 | ケルン             | 西ドイツ         | 32カ国   | 1,213人  |
| 第15回 | 1985年 | ロサンゼルス       | アメリカ         | 29カ国   | 1,053人  |
| 第16回 | 1989年 | クライストチャーチ | ニュージーランド | 30カ国   | 959人    |
| 第17回 | 1993年 | ソフィア           | ブルガリア       | 51カ国   | 1,705人  |
| 第18回 | 1997年 | コペンハーゲン     | デンマーク       | 62カ国   | 2,068人  |
| 第19回 | 2001年 | ローマ             | イタリア         | 71カ国   | 2,405人  |
| 第20回 | 2005年 | メルボルン         | オーストラリア   | 75カ国   | 3,500人  |
| 第21回 | 2009年 | 台北               | 台湾（中華台北） | 77カ国   | 2,493人  |
| 第22回 | 2013年 | ソフィア           | ブルガリア       | 70カ国   | 2,879人  |
| 第23回 | 2017年 | サムスン           | トルコ           | 100カ国  | 3,148人  |
| 第24回 | 2022年 | カシアス・ド・スル | ブラジル         | 73か国   | 2,412人  |
| 第25回 | 2025年 | 東京               | 日本             |          |          |

### 冬季大会
| 回     | 開催年 | 開催都市                   | 開催国       | 参加国数 | 参加人数 |
| ------ | ------ | -------------------------- | ------------ | -------- | -------- |
| 第1回  | 1949年 | ゼーフェルト               | オーストリア | 5カ国    | 33人     |
| 第2回  | 1953年 | オスロ                     | ノルウェー   | 6カ国    | 53人     |
| 第3回  | 1955年 | オーバーアマガウ           | 西ドイツ     | 7カ国    | 61人     |
| 第4回  | 1959年 | モンタナ                   | スイス       | 8カ国    | 42人     |
| 第5回  | 1963年 | オーレ                     | スウェーデン | 8カ国    | 58人     |
| 第6回  | 1967年 | ベルヒテスガーデン         | 西ドイツ     | 12カ国   | 86人     |
| 第7回  | 1971年 | アデルボーデン             | スイス       | 13カ国   | 92人     |
| 第8回  | 1975年 | レークプラシッド           | アメリカ     | 15カ国   | 268人    |
| 第9回  | 1979年 | メリベル                   | フランス     | 14カ国   | 180人    |
| 第10回 | 1983年 | マドンナ・ディ・カンピリオ | イタリア     | 16カ国   | 191人    |
| 第11回 | 1987年 | オスロ                     | ノルウェー   | 15カ国   | 136人    |
| 第12回 | 1991年 | バンフ                     | カナダ       | 16カ国   | 294人    |
| 第13回 | 1995年 | ウッラス                   | フィンランド | 20カ国   | 312人    |
| 第14回 | 1999年 | ダボス                     | スイス       | 18カ国   | 273人    |
| 第15回 | 2003年 | スンツバル                 | スウェーデン | 22カ国   | 253人    |
| 第16回 | 2007年 | ソルトレイクシティ         | アメリカ     | 24カ国   | 310人    |
| 第17回 | 2011年 | ハイタトラス               | スロバキア   | 開催中止 | 開催中止 |
| 第18回 | 2015年 | ハンティ・マンシースク     | ロシア       | 27カ国   | 340人    |
| 第19回 | 2019年 | ヴァルテッリーナ           | イタリア     | 32カ国   | 461人    |
| 第20回 | 2024年 | エルズルム                 | トルコ       | 36カ国   | 598人    |
| 第21回 | 2027年 | インスブルック             | オーストリア |          |          |

## 競技一覧

### 夏季公式競技
2022年現在の公式競技は、全部で21種目である。
- 陸上
- テニス
- バドミントン
- デフバスケットボール
- 卓球
- デフバレーボール
- ビーチバレーボール
- ボウリング
- ハンドボール
- デフサッカー
- ゴルフ
- 自転車
- マウンテンバイク
- オリエンテーリング
- 柔道
- 空手
- テコンドー
- レスリングフリースタイル
- レスリンググレコローマン
- 射撃
- 水泳

以前は、以下の競技も公式競技であった。
- 体操競技
- 飛込競技
- 水球

### 冬季公式競技
| 競技＼年               | 49 | 53 | 55 | 59 | 63 | 67 | 71 | 75 | 79 | 83 | 87 | 91 | 95 | 99 | 03 | 07 | 15 | 19 | 23 |
| ---------------------- | -- | -- | -- | -- | -- | -- | -- | -- | -- | -- | -- | -- | -- | -- | -- | -- | -- | -- | -- |
| アイスホッケー         |    |    |    |    |    |    |    | ●  |    |    |    | ●  | ●  | ●  | ●  | ●  | ●  | ●  |    |
| アルペンスキー         | ●  | ●  | ●  | ●  | ●  | ●  | ●  | ●  | ●  | ●  | ●  | ●  | ●  | ●  | ●  | ●  | ●  | ●  |    |
| カーリング             |    |    |    |    |    |    |    |    |    |    |    |    |    |    |    | ●  | ●  | ●  |    |
| クロスカントリースキー | ●  | ●  | ●  | ●  | ●  | ●  | ●  | ●  | ●  | ●  | ●  | ●  | ●  | ●  | ●  | ●  | ●  | ●  |    |
| スノーボード           |    |    |    |    |    |    |    |    |    |    |    |    |    | ●  | ●  | ●  | ●  | ●  |    |
| チェス                 |    |    |    |    |    |    |    |    |    |    |    |    |    |    |    |    |    | ●  |    |